# Универсальные десантные корабли проекта 11780
Универсальные десантные корабли проекта 11780 — нереализованный проект советского универсального десантного корабля (УДК) 1-го ранга.  Разрабатывался Невским ПКБ в течение 1980-х годов как уменьшенный аналог американского УДК типа «Тарава», за что получил неофициальное прозвище «Иван Тарава».

## История проекта
БДК проекта 1174 имели много недостатков, поэтому по указанию Главнокомандующего ВМФ СССР Адмирала Флота Советского Союза С. Г. Горшкова была начата разработка полноценного универсального десантного корабля, разработка которого велась все 80-е годы. Облик и назначение корабля менялись в процессе разработки. Первоначально назначением корабля были только десантные операции. УДК должен был иметь сплошную палубу, что позволяло использовать как вертолеты, так и самолеты вертикального взлета и посадки Як-38. Генштаб предложил превратить корабли проекта 11780 в универсальные авианесущие корабли, оснастив их носовым трамплином и обеспечив базирование и других самолетов.
Предполагалась постройка двух кораблей — «Херсон» и «Кременчуг». Корабли стандартным водоизмещением 25 000 тонн могли строиться только на Черноморском ССЗ, поэтому началась «борьба за стапель». В это время на стапелях ЧСЗ должна была начаться постройка авианосцев проекта 1143.5. Генеральный штаб, придавая большое значение постройке УДК, предлагал строить их вместо авианосцев.
Этому уже воспротивился Главком ВМФ. Понимая что строительство УДК, из-за отсутствия потребных судостроительных мощностей, скорее всего приведет к отказу от строительства авианосцев проекта 1143.5, пошли на хитрость. По указанию Главкома в носу, прямо на полетной палубе, была размещена АУ АК-130, а НИИ ВМФ получило задание «научно» обосновать наличие такого вооружения и его месторасположение. В результате Генштаб охладел к проекту, а строительство было отложено.
По требованию Министра обороны СССР маршала Советского Союза Д. Ф. Устинова в задачи проекта 11780 было добавлено в мирное время слежение за подводными лодками противника в океанской зоне. В конечном счёте все эти изменения привели к тому, что корабли проекта 11780 так и не были заложены.
В противолодочном варианте корабль должен был нести 25 вертолетов Ка-27. В десантном варианте — 12 транспортно-боевых вертолетов Ка-29. В доковой камере — 4 десантных катера проекта 1176 или 2 десантных катера на воздушной подушке проекта 1206.